# Atelopus gigas
Atelopus gigas é uma espécie de anfíbio anuro da família Bufonidae. Está presente na Colômbia. A UICN classificou-a como em perigo crítico.